# Karlmann của Bavaria
Carloman (tiếng Latinh: Karlomannus; tiếng Đức: Karlmann; khoảng 830 - 22 tháng 3 năm 880) là một quân vương người Frank của vương triều Carolus. Ông là con trai cả của Ludwig Người Đức, vua Đông Francia, và Hemma, con gái của Welf I, bá tước xứ Altdorf. Năm 856, cha ông đã bổ nhiệm ông làm thống đốc vùng Karantanien (tiếng Slovenia: Karantanija). Năm 864, ông lại được cha mình bổ nhiệm làm chỉ huy vùng phiên dậu phía đông nam (tiếng Latin: Marcha orientalis).
Sau cái chết của cha mình vào năm 876, ông trở thành vua xứ Bavaria. Ông được vua Ludovico II của Ý (tiếng Latin: Ludovicus, tiếng Đức: Ludwig) chọn làm người kế vị, nhưng trước đó, Vương quốc Ý đã bị người chú của ông là Charles Hói kiểm soát từ năm 875. Carloman chỉ chinh phục lai được nó vào năm 877. Tuy nhiên, năm 879, ông đột nhiên ngã bệnh nặng, có lẽ do đột quỵ, do đó đã từ bỏ các lãnh địa của mình để ủng hộ các em trai của mình: Bavaria cho Ludwig Trẻ và Ý cho Charles Béo.